# Paradocus
Paradocus es un género de escarabajos longicornios de la subfamilia Lamiinae. Fue descrito por Stephan von Breuning en 1956.

## Especies
- Paradocus albithorax (Breuning, 1938)
- Paradocus albovittatus Breuning, 1938
- Paradocus griseovittatus Breuning, 1940
- Paradocus kenyensis Téocchi y Sudre, 2002
- Paradocus maculicollis Breuning, 1956
- Paradocus multifasciculatus Breuning, 1961